# Раев, Алексей Александрович
Алексей Александрович Раев (род. 30 марта 1982, Москва) — российский валторнист. Представитель музыкальной династии: его дед — В. Ф. Раев (1924—2003) и отец — А. В. Раев (1953—2014) (заслуженный артист РФ (2008), артист оркестра Большого театра в 1977—1982) — валторнисты.
Окончил Российскую академию музыки имени Гнесиных (2006, класс В. С. Шиша) и аспирантуру (2010, класс В. С. Шиша).
Обладатель премий конкурсов музыкантов-исполнителей: Лауреат 3 премии Международного конкурса в Москве (1997), Лауреат 1 премии Всероссийского конкурса им. Н. А. Римского-Корсакова в С. Петербурге (2000), Лауреат 1 премии Международного конкурса GRAND MUSIC ART (2020), Лауреат 1 премии Международного конкурса Кубок искусств FORTE (2020).
Принят в Сценно-духовой оркестр Большого театра России в 1998 г. С 2002 концертмейстер группы валторн основного оркестра.
Солист оркестра Большого театра Алексей Раев является исполнителем афишных оркестровых соло в спектаклях театра — в балетах «Сильфида» Х. Левенскольда, «Анюта» В. А. Гаврилина, «Тщетная предосторожность» П. Гертеля, «Светлый ручей» Д. Д. Шостаковича, «Ромео и Джульетта» С. С. Прокофьева, «Чиполлино» А. И. Хачатуряна, «Корсар» А. Адана, «Раймонда» А. К. Глазунова; в операх «Евгений Онегин» П. И. Чайковского, «Фальстаф» Дж. Верди, «Снегурочка» Н. А. Римского-Крорсакова, «Летучий Голландец» Р. Вагнера, «Воццек» А. Берга.
Участник брасс-ансамблей с 2005 г.
Участвовал в концерте открытия нового Бетховенского зала Большого театра (2012). Лауреат премии попечительского совета Большого театра России 2012 г. С 2013 г. — участник Духового квинтета Большого театра России.
В 2013 окончил с отличием магистратуру Российскую академию музыки имени Гнесиных по специальности «менеджмент». Педагог кафедры медных духовых и ударных инструментов Московской консерватории им. П. И. Чайковского с 2014 г., с 2019 г. — доцент.